# Taraxacum getulum
Taraxacum getulum là một loài thực vật có hoa trong họ Cúc. Loài này được Pomel miêu tả khoa học đầu tiên.